# Kleinbocka
Kleinbocka ist ein Ortsteil von Bocka im Landkreis Greiz in Thüringen.

## Lage
Klein- und Großbocka liegen dicht beieinander westlich der Bundesstraße 2 und östlich von Münchenbernsdorf in einem kupierten Gelände für Ackerbau und Tierzucht. Kleinbocka liegt etwa einen Kilometer südlich von Großbocka und ist über eine Gemeindestraße zu erreichen.

## Geschichte
Kleinbocka wurde am 7. Februar 1351 erstmals urkundlich so genannt. Die Kirche entstand im 15. Jahrhundert. Am 1. Juli 1950 entstand die Gemeinde Bocka durch den Zusammenschluss der damaligen Gemeinden Großbocka und Kleinbocka. Zu Zeiten der DDR wurde wenige hundert Meter südlich der Ortslage ein Sendegebäude vom Typ A-Turm errichtet.

## Persönlichkeiten
- Franz-Theodor Strauss (1859–1911), Natur-Asienforscher